# Toyota Urban Cruiser
De Toyota Urban Cruiser is een automodel van de Japanse autofabrikant Toyota. De Urban Cruiser werd in april 2009 geïntroduceerd in Nederland. Het is de tweede generatie Toyota Ist, welke in Japan werd verkocht. Hetzelfde model werd in Noord-Amerika verkocht als Scion xD.

## Ontwerp

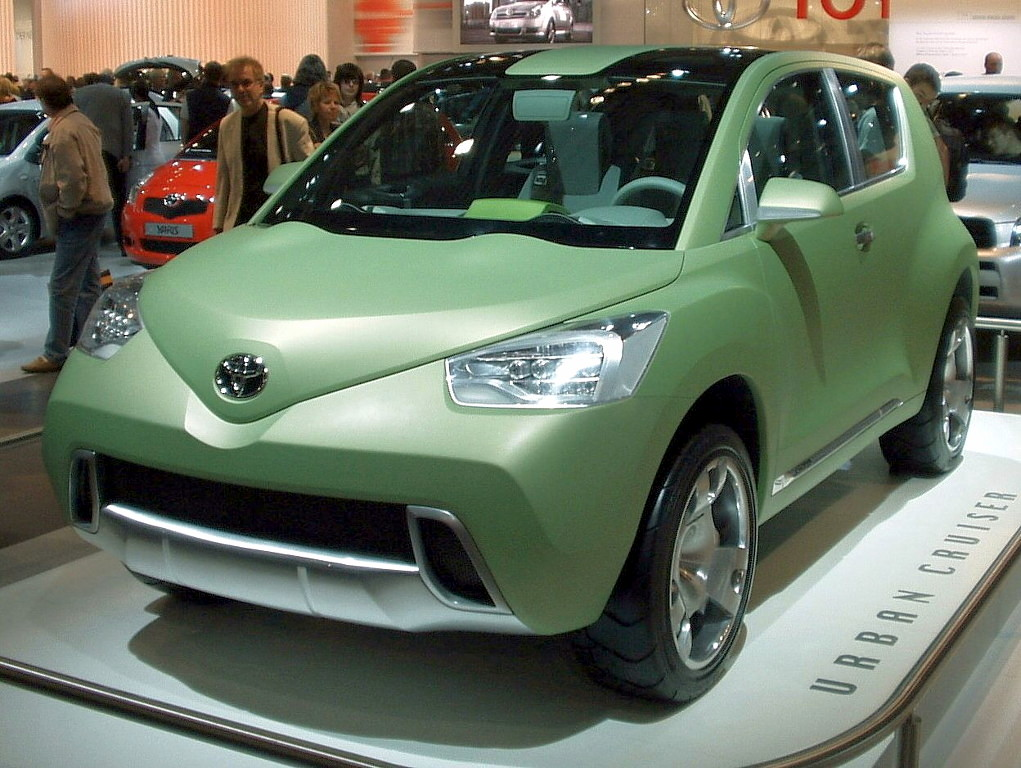
Toyota Urban Cruiser studiemodel

Toyota toonde op de Autosalon van Genève van 2006 de Urban Cruiser concept. Het ontwerp is gemaakt door de Franse designstudio ED2 Design Centre, in Sophia Antipolis. De naam Urban Cruiser is gekozen om dit model een tegenhanger te laten vormen voor de Toyota Land Cruiser. Op de Mondial de l'Automobile van 2008 werd de productieversie van de Urban Cruiser getoond. De Urban Cruiser heeft een zogenoemd 'tall boy'-ontwerp, met veel hoekige, rechte panelen en de wielen op de hoeken van de carrosserie. Alhoewel het op papier een SUV is, was de Urban Cruiser - zoals zijn naam al doet vermoeden - vooral bedoeld voor het stadsverkeer en nauwelijks geschikt voor terreinrijden.

## Aandrijving
De motor van de Urban Cruiser ligt voorin het voertuig. Alle Nederlandse modellen beschikken over voorwielaandrijving. Bepaalde uitvoeringen van de Japanse Toyota Ist beschikken over vierwielaandrijving. Alle Noord-Amerikaanse Scion xD modellen beschikken over voorwielaandrijving.

### Motoren
De Urban Cruiser was in Nederland leverbaar met de 1NR-FE viercilinder lijnmotor. Deze motor beschikt over een dubbele bovenliggende nokkenas, distributieketting, elektronische brandstofinjectie en Dual VVT-i. Om brandstof te besparen was de Urban Cruiser uitgerust met een start-stopsysteem, dat de motor automatisch uitschakelt als de versnelling in vrij gezet wordt.
| Motorcode | Slagvolume             | Brandstof | Aanzuiging             | Aandrijving | Vermogen                    | Koppel              |
| --------- | ---------------------- | --------- | ---------------------- | ----------- | --------------------------- | ------------------- |
| 1NR-FE    | 1329 cm³ of 1,33 liter | benzine   | natuurlijk geaspireerd | FF          | 74 kW (100 pk) bij 6000 tpm | 132 Nm bij 3800 tpm |

In Japan was de tweede generatie Ist leverbaar aanvankelijk met twee motoren: de 1,5 liter 1NZ-FE en 1,8 liter 2ZR-FE benzinemotoren. De Toyota Ist 180G met 1,8 liter benzinemotor was leverbaar van juli 2007 tot augustus 2010. De 1,5 liter 1NZ-FE bleef hierna de enige motoroptie.
| Motorcode | Slagvolume            | Brandstof | Aanzuiging             | Aandrijving | Vermogen                      | Koppel              |
| --------- | --------------------- | --------- | ---------------------- | ----------- | ----------------------------- | ------------------- |
| 1NZ-FE    | 1496 cm³ of 1,5 liter | benzine   | natuurlijk geaspireerd | 4WD         | 76 kW (103,5 pk) bij 6000 tpm | 132 Nm bij 4400 tpm |
| 1NZ-FE    | 1496 cm³ of 1,5 liter | benzine   | natuurlijk geaspireerd | FF          | 80 kW (109 pk) bij 6000 tpm   | 138 Nm bij 4400 tpm |
| 2ZR-FE    | 1797 cm³ of 1,8 liter | benzine   | natuurlijk geaspireerd | FF          | 97 kW (132 pk) bij 6000 tpm   | 172 Nm bij 4400 tpm |

In Noord-Amerika was de Scion xD alleen leverbaar met de 1,8 liter 2ZR-FE benzinemotor.
| Motorcode | Slagvolume            | Brandstof | Aanzuiging             | Aandrijving | Vermogen                                   | Koppel                             |
| --------- | --------------------- | --------- | ---------------------- | ----------- | ------------------------------------------ | ---------------------------------- |
| 2ZR-FE    | 1797 cm³ of 1,8 liter | benzine   | natuurlijk geaspireerd | FF          | 95,4 kW (128 US hp of 130 pk) bij 6000 tpm | 169,5 Nm (125 lbf⋅ft) bij 4400 tpm |

### Transmissies
De Nederlandse Toyota Urban Cruiser was alleen leverbaar met een handgeschakelde transmissie met zes versnellingen.
| Transmissiecode | Motorcode | Type transmissie | Aandrijving | Aantal versnellingen |
| --------------- | --------- | ---------------- | ----------- | -------------------- |
| XU9P7MHY        | 1NR-FE    | handgeschakeld   | FF          | 6                    |

Personenauto's (leverbaar): Aygo · bZ4X · Camry · Corolla · C-HR · Highlander · Land Cruiser · Mirai · Prius · RAV4 · (GR) Supra · Yaris · Yaris Cross

Bedrijfswagens: Hilux · Proace

Niet meer leverbaar: 1000 · 2000GT · 4Runner · Auris · Avensis · Avensis Verso · Carina · Celica · Corolla Verso · Corona · Cressida · Crown · Dyna · FunCruiser · GT86 · Hiace · iQ · LiteAce · MR2 · Paseo · Picnic · Previa · Starlet · Tercel · Urban Cruiser · Verso · Verso-S · Yaris Verso